# Schaumberg (Tholey)

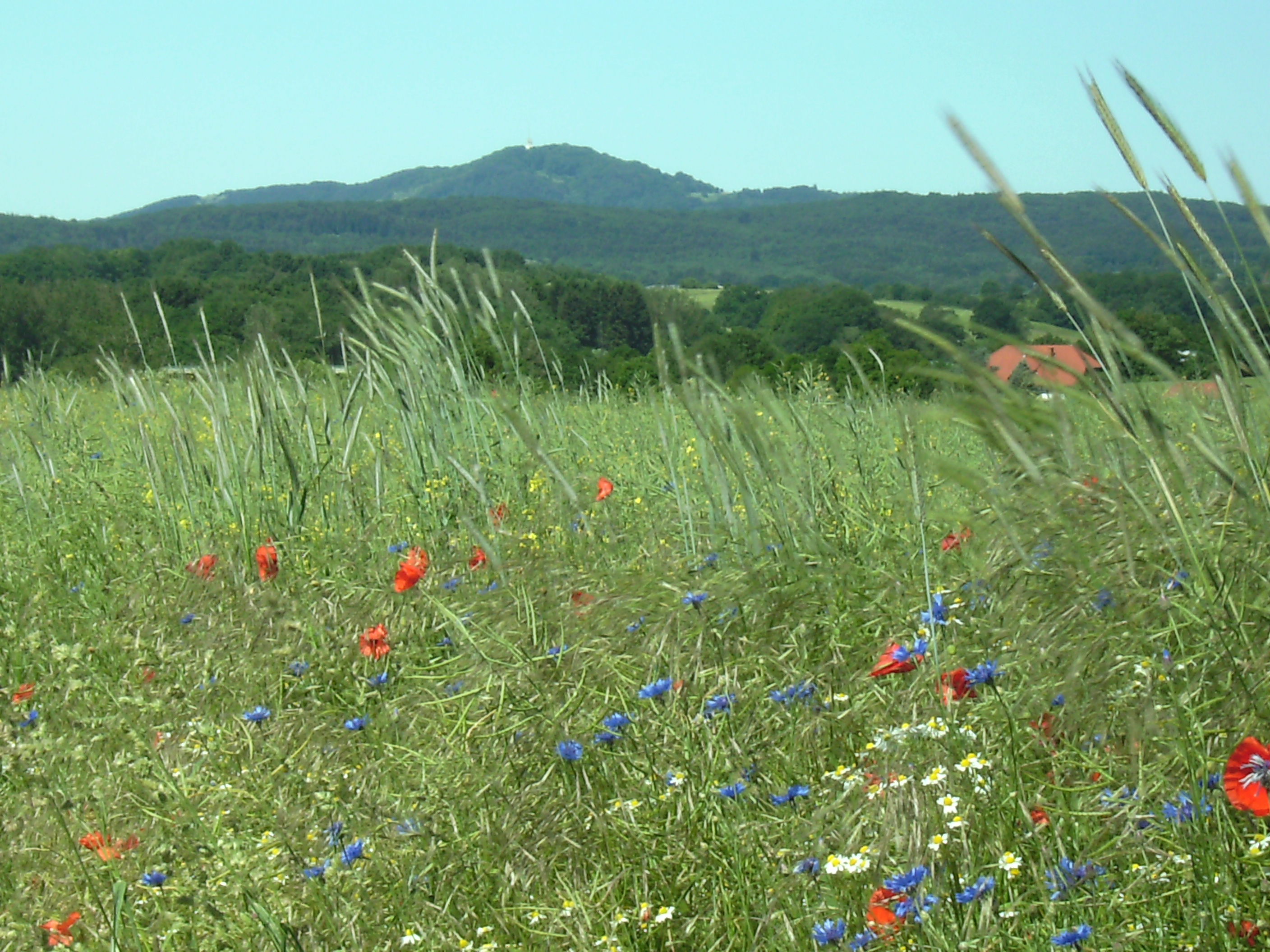
Schaumberg, von der Baltersweiler Höhe her betrachtet

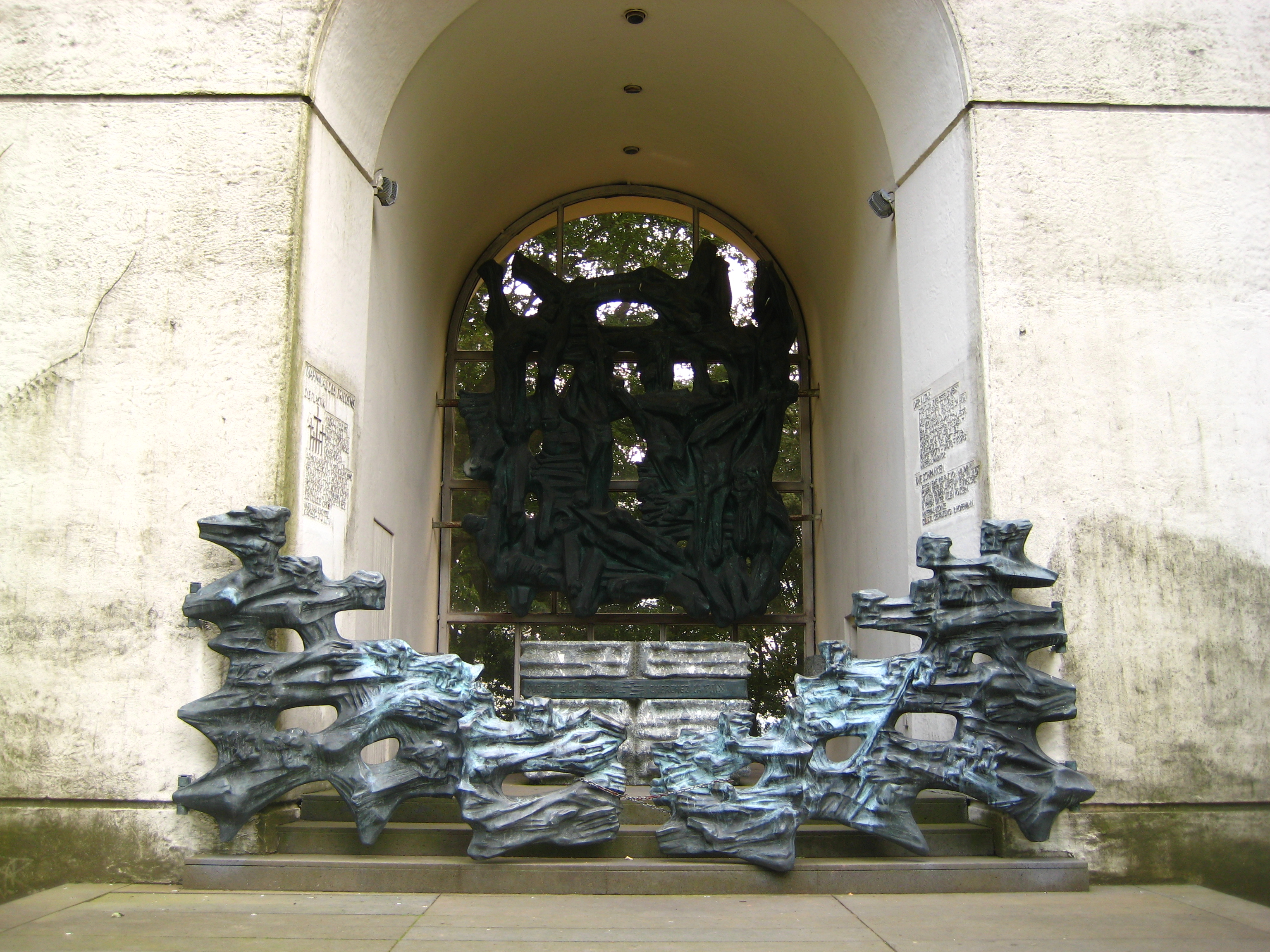
Unterer Teil des Schaumbergturms mit Deutsch-Französischem Friedens-Mahnmal

Der Schaumberg ist ein Berg im Saarland und die höchste Erhebung im Naturraum Prims-Blies-Hügelland. Der Berg ist ein Kegelberg vulkanischen Ursprungs. Mit einer Höhe von 568,2 m und dem aufgesetzten markanten Schaumbergturm ist er aus weiter Entfernung sichtbar und gilt als „Hausberg des Saarlandes“, auch in der Tradition, dass er der höchste Berg des ehemaligen Saargebiets war. Er befindet sich im Landkreis St. Wendel in der Gemeinde Tholey zwischen den Orten Tholey und Theley.
Aus geologischer Sicht finden sich am Schaumberg sowohl Gesteine der Rotliegend-Formationen des Perm (z. B. Härtlinge aus Magmatiten), als auch Ablagerungen der Ottweiler Schichten des Karbon und Buntsandstein-Schollen der Trias. Unter Petrologen ist mit dem Tholeiit ein vulkanischer Basaltstein bekannt, der nach der Ortschaft Tholey benannt ist.

## Geschichte
Auf dem Schaumberg wurden Spuren gefunden, die Kelten und Römern zugeordnet werden. Im Mittelalter stand hier die Schauenburg, von der einzelne Mauern noch heute zu sehen sind. Diese Burg war Sitz der Vögte der Abtei St. Mauritius in Tholey und Zentrum eines ausgedehnten Grundbesitzes, der ca. 1/6 der Fläche des heutigen Saarlands umfasste. Die Burg wurde im Dreißigjährigen Krieg zerstört.
Um das Schaumbergplateau herum führt der Herzweg, ein ca. 2,8 km langer, barrierefreier Wanderweg. Auf ihm kommt man u. a. an der Afrikakapelle ⊙ vorbei. Außerdem befinden sich am Schaumberg das Schaumbergbad ⊙ und eine Jugendherberge ⊙.

## Schaumbergturm
1914 sollte auf dem Bergplateau ein Turm zu Ehren von Kaiser Wilhelm II. gebaut werden. Die Ausführung dieses Plans wurde aber durch den Ersten Weltkrieg unterbrochen. Es blieb nur eine 5 m hohe Bauruine, auf der ab 1927 ein Turm mit integrierter Kriegergedächtniskapelle gebaut wurde. Markant war das in den zentralen Rundbogen des Turms eingesetzte überlebensgroße Kruzifix. Dieser Turm musste 1972 wegen Baufälligkeit abgerissen werden. Das unbeschädigte Kruzifix sollte gesprengt werden. Die Bauarbeiter, sämtlich aus den katholisch geprägten Dörfern der näheren Umgebung bzw. italienischer Herkunft, weigerten sich jedoch, das Glaubenssymbol zu sprengen. So wurde das Kruzifix unbeschädigt entnommen, kurze Zeit in einem Schuppen am Rand des Bergplateaus aufbewahrt und später unweit ⊙ der Autobahnanschlussstelle bei Sotzweiler aufgestellt.
Der Schaumbergturm ⊙ (ca. 120 m südöstlich des Gipfels, Höhe: 37,5 m), der anstelle des alten Turmes neu aufgebaut und am 19. September 1976 eingeweiht wurde, erlaubt einen weiten Blick in das Umland. Die Aussicht reicht im Norden bis zum Hunsrück, im Westen bis in den Saargau und darüber hinaus bis zum französischen Kernkraftwerk Cattenom und im Süden bis nach Saarbrücken. Bei sehr klarem Wetter ist ein Blick bis zu den Vogesen möglich. Als deutsch-französische Begegnungsstätte soll der Turm ein Zeichen der Freundschaft zwischen beiden Ländern sein.
Mitte 2010 wurde mit umfangreichen Umbauarbeiten am Turm begonnen, die im August 2013 abgeschlossen wurden. Außen am Turm wurde ein zweites Treppenhaus mit Panorama-Aufzug angebaut, im Inneren entstand ein weiterer Aufzug, der bis auf die Aussichtsplattform führt. Damit kann der Turm und die Aussichtsplattform barrierefrei erreicht werden. Die Sendeanlagen wurden demontiert und an einem auf dem Turm montierten Stahlgerüst angebracht. Im Turm befinden sich nun zwei Dauerausstellungen, einmal zur deutsch-französischen Freundschaft und einmal zum Klimaschutz und Klimawandel.
Des Weiteren entstand auf dem Schaumberg-Plateau ein Gastronomiebetrieb („Schaumberg Alm“).

## Sendeanlagen
Auf dem Schaumbergturm befinden sich Sendeanlagen verschiedener Funkdienste (z. B. Rundfunk, Amateurfunk, BOS). Im Rundfunkbereich wurde der Standort dabei bis Dezember 2007 als regional bedeutender analoger Fernsehfüllsender benutzt.
| Programmname | Kanal    | ERP  |
| ------------ | -------- | ---- |
| ZDF          | 26 (PAL) | 1 kW |
| ARD          | 38 (PAL) | 42 W |
| SR Fernsehen | 48 (PAL) | 1 kW |

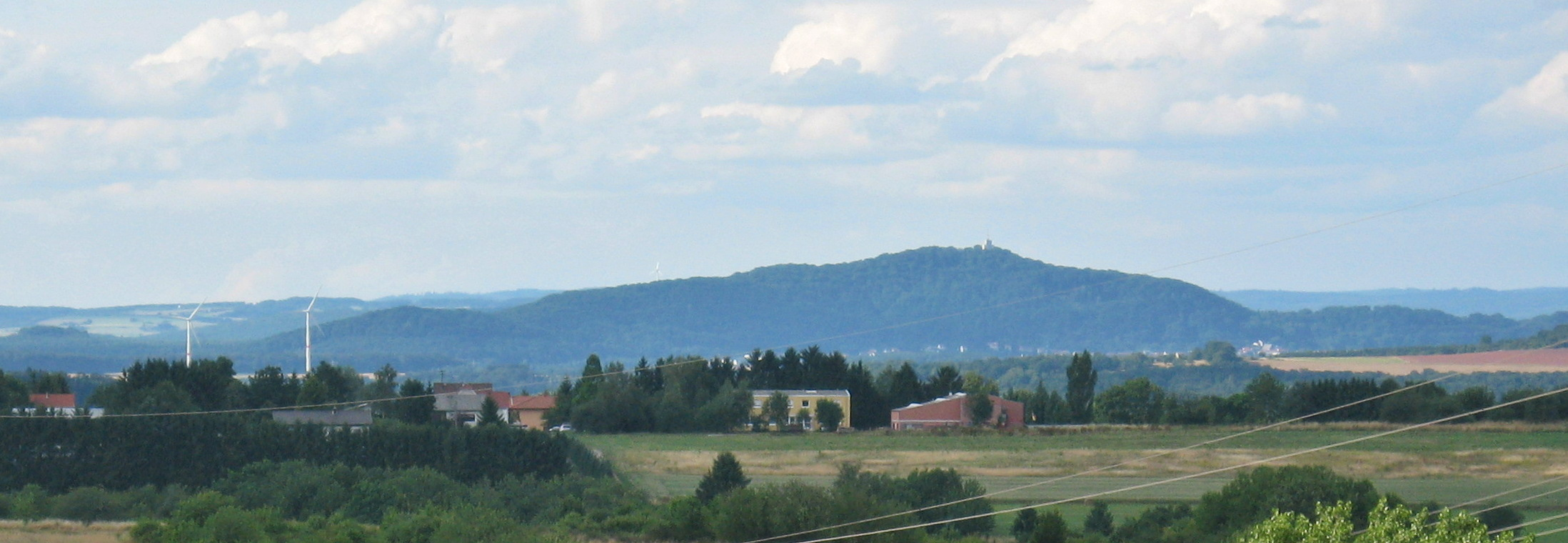
Blick von Göttelborn

Vom Schaumberg aus wurde ab dem 1. Mai 1956 ein UKW-Sender betrieben. Er hatte 3 kW Senderausgangsleistung. Mit seiner ERP von 10 kW konnten 75 % der Fläche des Saarlandes versorgt werden.
Seit August 2016 wird auf dem Schaumbergturm eine Sendeanlage für die Verbreitung des DAB+ - Multiplexes des SR auf Kanal 9A mit einer Leistung von 5 kW betrieben.